# Voster ATS Team
Das Voster ATS Team ist ein polnisches Radsportteam mit Sitz in Hutnica.

## Organisation und Geschichte
Aus dem Voster Cycling Team ging zur Saison 2017 das Voster Uniwheels Team als neues UCI Continental Team hervor. Titelsponsoren sind Voster, eine Firma zur Herstellung von Innentüren und Türrahmen, und Uniwheels. Seit der Saison 2019 tritt ATS, eine Tochterfirma von Uniwheels, als Titelsponsor auf.
Im Team sind ausschließlich polnische Radrennfahrer, die vorrangig an Rennen der UCI Europe Tour teilnehmen.

## Saison 2025
Mannschaft
| Teamkader 2025          | Teamkader 2025     | Teamkader 2025         | Teamkader 2025                   |
| Name                    | Geburtsdatum       | Land                   | Vorheriges Team                  |
| ----------------------- | ------------------ | ---------------------- | -------------------------------- |
| Maciej Banaszak         | 11. Oktober 2005   | Polen                  | Klub Kolarski Tarnovia (2024)    |
| Tomasz Budziński        | 24. April 1998     | Polen                  | Mazowsze Serce Polski (2024)     |
| Karel Camrda            | 8. Juni 2001       | Tschechien             | ATT Investments (2024)           |
| Zak Coleman             | 15. Januar 1999    | Vereinigtes Königreich | XSpeed United Continental (2024) |
| Radosław Frątczak       | 18. September 2002 | Polen                  | Klub Kolarski Tarnovia (2023)    |
| Eric Inkster            | 2. Juni 2001       | Kanada                 | XSpeed United Continental (2024) |
| Mateusz Kostański       | 3. Mai 1999        | Polen                  | Klub Kolarski Tarnovia (2021)    |
| Piotr Maślak            | 15. Dezember 2003  | Polen                  | Klub Kolarski Tarnovia (2023)    |
| Krzysztof Parma         | 8. März 1987       | Polen                  | Krismar Big Silvant Team (2015)  |
| Tobiasz Pawlak          | 24. Dezember 1995  | Polen                  | Mazowsze Serce Polski (2024)     |
| Kacper Peret            | 12. Dezember 2002  | Polen                  |                                  |
| Patryk Stosz            | 15. Juli 1994      | Polen                  | Felt Felbermayr (2024)           |
| Konrad Waliniak         | 8. Dezember 2004   | Polen                  | Cartusia Bike Atelier (2024)     |
| Michał Żelazowski       | 6. August 2004     | Polen                  |                                  |
|                         |                    |                        |                                  |
| Quelle: ProCyclingStats |                    |                        |                                  |

Erfolge
| Siege | Siege  | Siege | Siege  | Siege  | Siege |
| Datum | Rennen | Staat | Klasse | Sieger |       |
| ----- | ------ | ----- | ------ | ------ | ----- |

## Bisherige Saisonerfolge
| Rennserie                 | 2017 | 2018 | 2019 | 2020 | 2021 | 2022 | 2023 | 2024 |
| ------------------------- | ---- | ---- | ---- | ---- | ---- | ---- | ---- | ---- |
| UCI ProSeries             | -    | -    | -    | -    | -    | -    | -    | -    |
| UCI Continental Circuits  | 2    | 1    | 7    | 5    | 9    | 13   | 7    | 2    |
| nationale Meisterschaften | -    | -    | -    | -    | 1    | 1    | -    | -    |

## Platzierungen in UCI-Ranglisten
der UCI-Weltrangliste
| World Ranking | World Ranking | World Ranking             | World Ranking |
| Jahr          | Teamwertung   | Einzelwertung             |               |
| ------------- | ------------- | ------------------------- | ------------- |
| 2017          | —             | Adam Stachowiak (467. )   |               |
| 2018          | —             | Mateusz Grabis (833. )    |               |
| 2019          | 78.           | Paweł Franczak (256. )    |               |
| 2020          | 52.           | Piotr Brożyna (376. )     |               |
| 2021          | 41.           | Maciej Paterski (250. )   |               |
| 2022          | 43.           | Patryk Stosz (344. )      |               |
| 2023          | 78.           | Maciej Paterski (554. )   |               |
| 2024          | 129.          | Radosław Frątczak (845. ) |               |
|               |               |                           |               |
| Quelle: UCI   |               |                           |               |